# Gholson
Gholson is een plaats (city) in de Amerikaanse staat Texas, en valt bestuurlijk gezien onder McLennan County.

## Demografie
Bij de volkstelling in 2000 werd het aantal inwoners vastgesteld op 922.
In 2006 is het aantal inwoners door het United States Census Bureau geschat op 967, een stijging van 45 (4,9%).

## Geografie
Volgens het United States Census Bureau beslaat de plaats een oppervlakte van
30,4 km², geheel bestaande uit land. Gholson ligt op ongeveer 131 m boven zeeniveau.

## Plaatsen in de nabije omgeving
De onderstaande figuur toont nabijgelegen plaatsen in een straal van 20 km rond Gholson.